# Burány Béla
Burány Béla (Zenta, 1931. február 12. – Zenta, 2008. december 9.) vajdasági orvos, epidemiológus, néprajzkutató, szociológus és közíró.

## Életrajz
Szülővárosában Zentán érettségizett 1949-ben, 1956-ban Zágrábban orvosi diplomát, 1961-ben elsőként a Vajdaságban epidemiológus szakorvosi képesítést szerzett. Mint a nem fertőző betegségek járványtani szakorvosa 1961-től Zentán építette ki a szolgálatot, majd 1967-től Újvidéken a Tartományi Közegészségügyi Intézet járványtani osztályának főorvosa, részlegvezetője volt. 1967-től Újvidéki Egyetem Orvostudományi Karán egyetemi tanársegéd, 1975-től docens, 1988-tól egyetemi tanár. Ezen a karon védte meg doktori értekezését (Dr. Med. Sci.) 1975-ben. 1996-ban vendégtanárként Milánóban tanított. 1991-től 1996. évi nyugdíjaztatásáig a kamanci Onkológiai Intézet járványtani osztályát vezette. Megalapította és nyugdíjazásáig vezette a Tartományi Rákregisztert.
Orvostudományi munkásságát 165 hazai és külföldi szaklapban közölt szakcikk és monográfia igazolja, ezenkívül több mint félszáz – Szerbiában és Magyarországon – publikált verset, néprajzi és környezetvédelmi tanulmányt jegyez. Az Így éltünk a Délvidéken (Nap Kiadó, Budapest, 1999) című kötete 2000-ben az Év Könyve lett a szociográfiák kategóriában Magyarországon. Szakad a part (Forum, Újvidék, 1998) című szociográfiai tanulmánykötetéért 1999-ben Mocsáry Lajos-díjjal tüntették ki, amelyre a laudáció szerint „a Németh László-i teljességű hungarológiai munkásságával, különösen népe biológiai pusztulása gondjának a tudatosításával szolgált rá”. A „fehér halál” jelenségére hosszú évtizedeken keresztül figyelmeztetett, vagyis hogy a születésszám csökkenésén, a népesség elöregedésén kívül az egyke, a kivándorlás, mind-mind a délvidéki magyarság vészes csökkenéséhez vezet.
1949-1956-ig zágrábi Ady Endre Kultúrkör, majd az újvidéki Petőfi MME vezetőségi tagja 1998-ig. A Magyar Egészségügyi Társaság, továbbá a Magyarok Világszövetsége Jugoszláviai Országos Tanácsának tagja. 2000-től a Zentai Végrehajtó Bizottságban tevékenykedett, valamint tartományi képviselő is volt. 2000-ben Aracs-díjat kapott, majd 2006-ban Zenta község jubileumi emlékplakettjében részesült.

## Főbb művei

### Orvostudomány
- Smrtnost od malignih neoplazmi u SAP Vojvodini od 1964 do 1967 (1969)
- Istraživanje nekih epidemioloskih faktora malignih neoplazmi uterusa u žena u Vojvodini s posebnim ostvrtom na narodnosti (1976)
- Opšta i specijalna epidemiologija malignih neoplazmi sa posebnim osvrtom na najučestalije lokalizacije (szerk., tankönyv, 1984)
- Epidemiologija malignih neoplazmi uterusa (társszerző, 1988.)

### Néprajz, szociográfia
- Zenta-vidéki népballadák (1964)
- Száraz kútgém, üres válú. Juhásznóták, betyárdalok, balladák Zentán és vidékén (társszerző, 1966)
- Két szivárvány koszorúzza az eget. 142 népdal Zentán és vidékén (társszerző, 1969)
- Rukkolnak a szép zentai legények (társszerző, 1972)
- Hej, széna, széna! (Gyermekjátékdalok) (1973)
- Hallották-e hírét? – Pásztordalok, rabénekek, balladák (1977)
- Tiszából a Dunába folyik a víz. Egy népdalvetélkedő dalaiból  (társszerző, 1978)
- Szomjas a vakló (Újvidék, 1984, II. kiad., Bp. 1988)
- Nádsípot fújtam! Vajdasági magyar népi mondókák és játékok apró gyermekeknek; gyűjt., sajtó alá rend., jegyz. Burány Béla; Forum, Újvidék, 1987
- Piros a tromf. 77 vajdasági magyar erotikus népmese; Antikva, Bp., 1988
- Nádsípot fújtam – Vajdasági magyar népi mondókák és játékok apró gyermekeknek (1988)
- A legkisebb királylány kívánsága. 88 vajdasági erotikus és obszcén népmese; gyűjt., előszó Burány Béla; Képzőművészeti, Bp., 1990
- Dél-Tisza vidéki vadvirágok. Vajdasági hímzésminták; Rubicon, Temerin, 1991
- Emberek, sorsok, balladák – Így éltünk Dél-Pannóniában I. (1991)
- Emberek, sorsok, katonák – Így éltünk Dél-Pannóniában II. (1993)
- A menyecske meg a feketerigó. 107 vajdasági magyar erotikus és obszcén népmese; B & T, Szeged, 1997
- Szakad a part! Tünetek magyarságunk kórélettanából (1998)
- Így éltünk a Délvidéken (1999)
- Ünnepek, szokások, babonák. Jeles és jeltelen napjaink népszokásai a déli Tisza-vidéken. I. (2000)
- Ünnepek, szokások, babonák II. (2001)
- Állati mesék. 99 erotikus, obszcén és egyéb vajdasági magyar állatmese; Bába, Szeged, 2002
- A juhászok így élnek, úgy élnek. Egy juhászcsalád szellemi népi hagyománya, 1-2.; Forum, Újvidék, 2004–2005
- Mé piros a gólya csőre? Erotikus és obszcén népmesék a Délvidéken (2007)